# David van Wales
David van Wales (Welsh: Dewi Mynyw; ca. 520 – ca. 589), ook bekend als Sint-David (Dewi Sant) en diverse anderen namen, was een prelaat die in 1120 werd heiligverklaard door Paus Calixtus II. Hij zou een bisschop in Menevia (Mynyw) zijn geweest, en is de beschermheilige van Wales.
Over hem is bijzonder weinig bekend. Er is nagenoeg geen betrouwbare informatie. In de 11e eeuw schreef Rhygyfarch een biografie over hem, maar ook het waarheidsgehalte daarvan is twijfelachtig. Levensbeschrijvingen, ook de hagiografie in dit artikel, zetten derhalve uiteen wat volgens traditie, geloof, en legenden over David wordt verhaald. Dergelijke verhalen zijn geweven met fictieve elementen.

## Hagiografie
David werd geboren nabij de stad die nu St Davids heet, dertig jaar nadat een engel zijn komst had voorspeld. Hij was vrucht van een verkrachting. Zijn moeder, Sint-Non, de dochter van de heerser van het Welsh koninkrijk Dyfed, was overweldigd door een Welsh leider van adellijke afkomst. Mogelijk door Sant of Sandde, een prins van het Welsh koninkrijk Ceredigion. Zijn moeder beviel op een kliftop, midden in een storm. Ze greep daarbij een steen, waarin haar handafdruk bewaard bleef. Kort daarop spleet de steen door bliksem in tweeën. Zijn geboorte werd aangekondigd door tovenaar Merlijn en door bisschop Patricius.
Als kind werd hij onderricht door een duif. Vervolgens werd hij onder toezicht van Paulinus van Wales opgeleid in een klooster. Kort na het bereiken van zijn volwassenheid werd hij priester. Toen Paulinus blind werd, werd hij door David genezen, iets wat David later ook zou doen bij koning Peibio van Wales. Daarop besloot Paulinus om David op pad te sturen, om als missionaris heidenen te bekeren. Mogelijk was een andere aanleiding van zijn reizen de uitbraak van pest in het zuidwesten van Wales. David was ongewoon lang voor zijn tijd, en een krachtig en overtuigend spreker. Hij was tevens een groot prediker. Als missionaris verrichte hij meerdere wonderen en werd hij meermaals uitgeroepen tot aartsbisschop. Hij richtte vele kloosters op tijdens zijn reizen.
David keerde rond 550 terug om in Menevia zijn abdij te stichten en te leiden. Als abt stond hij bekend om extreem ascese. Zo was hij een vegetariër die alleen brood, kruiden en groenten at. Hij dronk enkel water, geen wijn of bier, en kreeg als bijnaam de Waterdrinker (Ddyfrwr). Zijn monniken dronken naast water ook melk. Hij wordt ook in verband gebracht met de groente prei, die een hoofdbestanddeel van zijn voedsel vormde. Hij adviseerde soldaten om prei, een van de nationale symbolen van Wales, op hun helm of harnas te dragen, om zich te onderscheiden van andere soldaten. Hij en zijn monniken werkten in stilte en bewerkten grond zonder hulp van dieren.

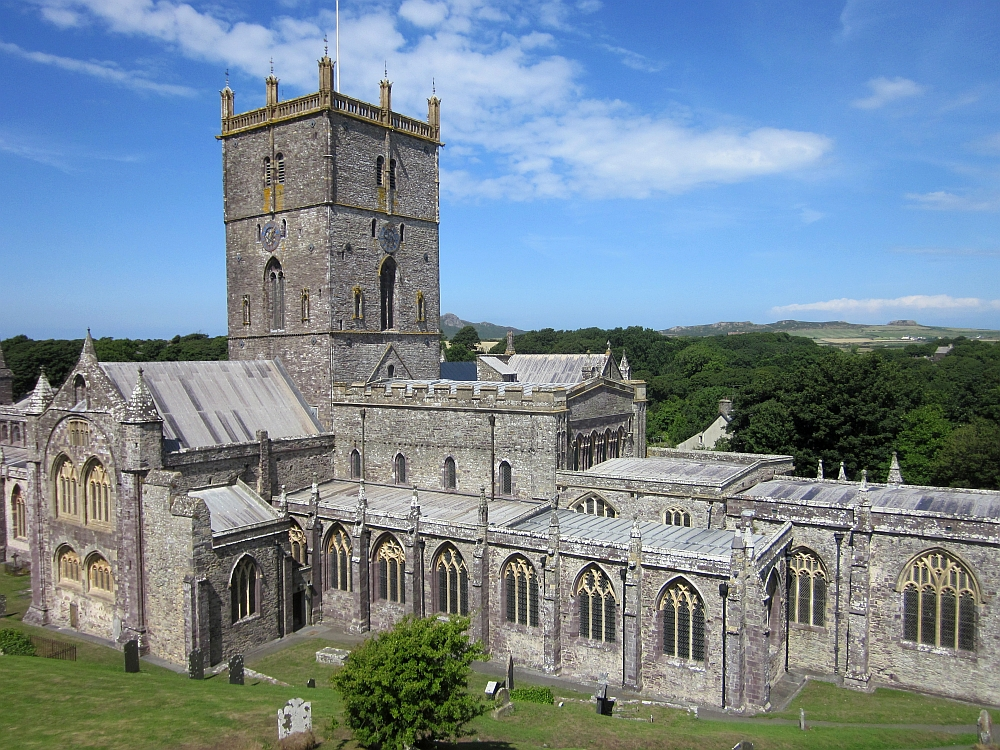
De Kathedraal van St Davids

David werd oud, misschien ouder dan 100 jaar. Hij stierf op de eerste dag van maart, circa 589. De naar hem vernoemde kathedraal van St Davids zou tevens zijn rustplaats zijn. Gedurende de middeleeuwen werd zijn graf een populair bedevaartsoord. In die tijd geloofde men dat hij een neef was van koning Arthur. Twee bedevaarten naar St David zouden gelijk staan aan één bedevaart naar Vaticaanstad. Paus Calixtus II stelde dat pelgrims na minimaal twee bezoeken aan zijn graf evenveel aflaten verdienden. Verschillende Engelse koningen bezochten zijn graf, waaronder Willem I en Hendrik II. 'Doe de kleine dingen', zijn laatste woorden aan zijn volgelingen, werd een motto van de cultuur van Wales. Alleen al in Zuid-Wales werden in de tijd voor de Reformatie meer dan vijftig kerken aan hem gewijd.

## Sint-Davidsdag
In Wales wordt jaarlijks op 1 maart Sint-Davidsdag (Dydd Gŵyl Dewi) gevierd. Het is een nationale feestdag ter ere van David, die op de eerste van maart overleed. De dag wordt gevierd sinds de 12e eeuw. In de 18e eeuw werd het een nationale feestdag. Er worden die dag traditionele folkliedjes gezongen, wordt thee gedronken, en bara brith en Welsh cake gegeten. Het is ook traditie om prei op de kleding te dragen; om praktische redenen ook wel vervangen door een narcis, die dat seizoen bloeit. Scholen houden eisteddfod, waarbij naast zingen ook wordt gedanst en gereciteerd, veelal in traditioneel kostuum.

## Sint-Davidsvlag

De Sint-Davidsvlag

De Sint-Davidsvlag (Baner Dewi Sant) vertegenwoordigt David. De vlag is een gouden kruis op een zwarte achtergrond. Er waren eerdere varianten, waaronder een zwart kruis met gegraveerde randen op een gouden achtergrond.